# Billesholm
Billesholm is een plaats in de gemeente Bjuv in Skåne de zuidelijkste provincie en landschap van Zweden. De plaats heeft 2794 inwoners (2005) en een oppervlakte van 291 hectare. De plaats is ook bekend vanwege de winning van steenkool die tot in de jaren 50 van de 20e eeuw voorduurde.

## Verkeer en vervoer
Bij de plaats lopen de Länsväg 109 en Länsväg 110.
De plaats heeft een station aan de spoorlijn Malmö - Billesholm en de goederenspoorlijn Ängelholm - Arlöv. De plaats is met de trein bereikbaar via de spoorweg van Billesholm naar Ekeby naar Kingelstad naar Ottarp naar Vadensjö naar Säby naar Landskrona.